# Курков Георгій Володимирович
Гео́ргій Володи́мирович Курко́в (* 16 червня 1954, Хмельницький) — український піаніст, органіст, диригент. Заслужений діяч мистецтв України (1995).

## Життєпис
Народився 16 червня 1954 р. в м. Хмельницькому, де закінчив музичне училище ім. Заремби з відзнакою по класу фортепіано.
У 1978 р. закінчив Київську консерваторію ім. Чайковського, а у 1984 р. — аспірантуру Ленінградської консерваторії ім. Римського-Корсакова у проф. Т.Кравченко (фортепіано), Н.Оксентян (орган), С.Хентової (історія та теорія піанізму).
Брав участь в органних семінарах, які проводили Лео Кремер та Йохан Труммер.
З 1978 року працює у Вінниці. Доцент ВДПУ ім. М. Коцюбинського.
З 1993 року засновник, керівник, диригент академічного камерного оркестру «Арката», а також органіст храму Матері Божої Ангельської монастиря Братів Менших Капуцинів.
Як диригент, піаніст та органіст гастролював в багатьох містах СНД та Європи, співпрацював з багатьма провідними солістами та диригентами.

## Нагороди
- Літературно-мистецька премія «Кришталева вишня» (1999).
- Відзнака Президента України — ювілейна медаль «25 років незалежності України».[1]